# 安芸晋
安芸 晋（あき すすむ、旧字体：安藝 晉、1873年〈明治6年〉3月18日 - 1947年〈昭和22年〉12月15日）は、大日本帝国陸軍軍人。最終階級は陸軍中将。功四級。

## 経歴
徳島県名東郡徳島出来島町（現徳島市）の水野静宜の二男として生まれる。1878年（明治11年）、先代の安芸弘栄の養子となり、1910年（明治43年）に家督を相続する。1896年（明治29年）、陸軍士官学校第7期卒業。のち1902年（明治35年）11月に陸軍大学校第16期卒業。
参謀本部部員、関東都督府陸軍参謀、歩兵第14連隊附、同大隊長、第17師団参謀、歩兵第66連隊附、朝鮮駐箚軍参謀。1916年（大正5年）11月に陸軍歩兵大佐・京都連隊区司令官。1918年（大正7年）7月に歩兵第38連隊長、同年12月に第1師団参謀長を経て、1921年（大正10年）2月に陸軍少将・歩兵第22旅団長（第11師団）に任官。シベリア出兵では旅団長としてザバイカル付近の警備に当たった。
その後は、1923年（大正12年）8月に第14師団司令部附を経て、1926年（大正15年）3月2日に陸軍中将に昇進と同時に待命、同月22日に予備役に編入した。
1947年（昭和22年）11月28日、公職追放仮指定を受けた。